# 穴守稲荷駅
穴守稲荷駅（あなもりいなりえき）は、東京都大田区羽田四丁目にある、京浜急行電鉄空港線の駅である。駅番号はKK14。駅名は近隣の穴守稲荷神社に由来する。

## 概要
開業時の駅名は「穴守駅」であったが、羽田駅に改名。その後、海老取川に架かっている穴守稲荷神社への参詣のための橋を意味する稲荷橋駅に改名された。連合国軍による戦後の現・羽田空港一帯の強制接収により穴守稲荷神社が当地に遷座したため、さらに現在の駅名に改称した。
2018年（平成30年）まで、空港線では毎年大晦日から元日にかけて終夜運転を実施していたが、羽田空港の警備上、運転区間は当駅までとなっていた。また、折り返し設備がないため、到着した下り列車は一旦羽田空港国内線ターミナル駅（現：羽田空港第1・第2ターミナル駅）まで回送されていた。
駅舎は穴守稲荷神社をイメージした造りになっており、駅前には穴守稲荷の現社殿を施工した大成建設株式会社奉納の朱の鳥居が聳え立ち、狐像や幟旗があるなど珍しい雰囲気が広がっている。

## 歴史

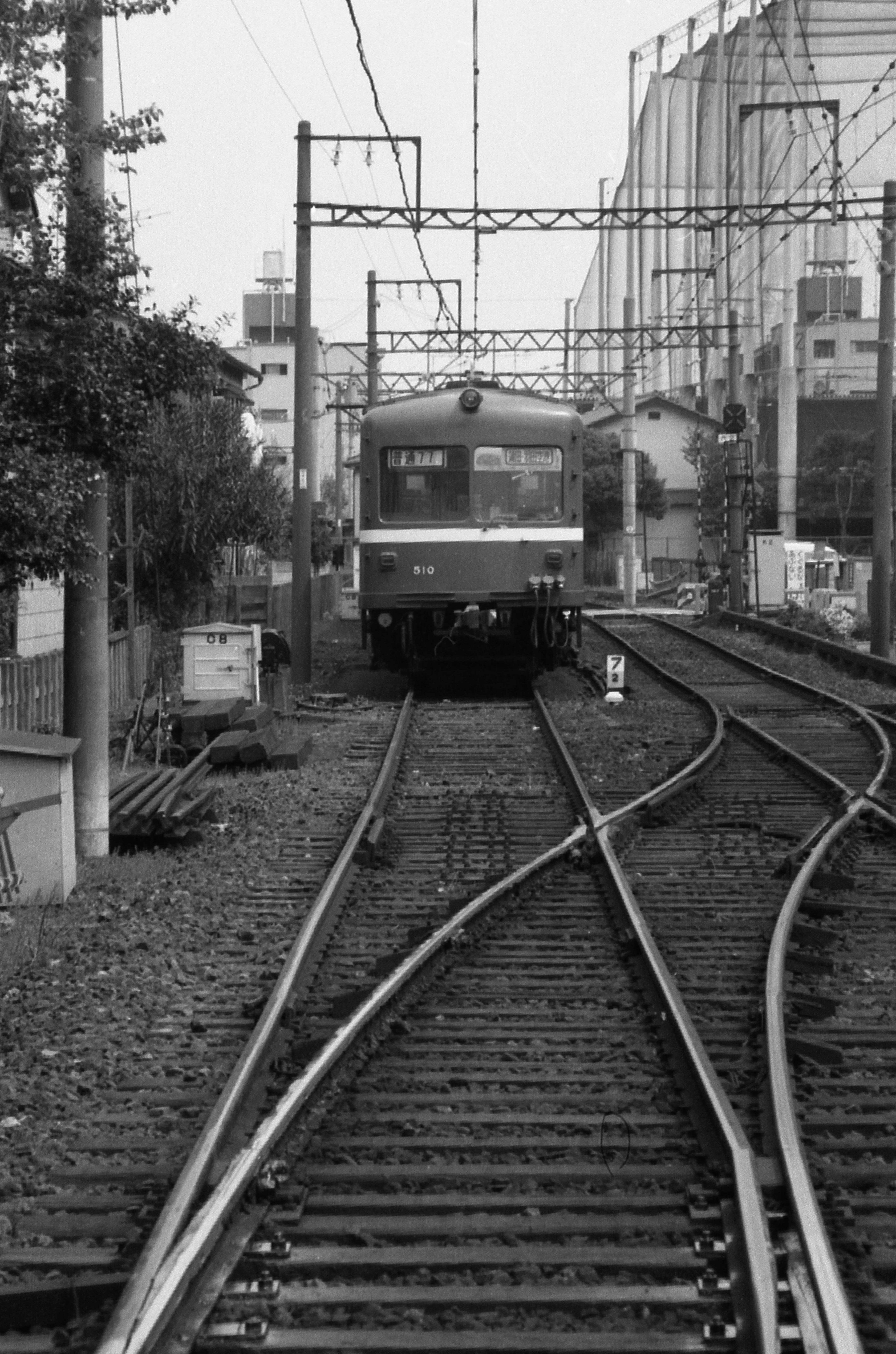
当駅東側にあった引き上げ線（1986年4月）

- 1902年（明治35年）6月28日 - 穴守駅（あなもりえき）として現在の海老取川近くに開業。
- 1913年（大正2年）12月31日 - 穴守駅を東（現在の羽田空港内）へ800メートル移転。
- 1914年（大正3年）1月 - 旧穴守駅の位置に羽田駅（はねだえき）が開業。
- 1915年（大正4年）1月 - 羽田駅を稲荷橋駅（いなりばしえき）に改称。
- 1940年（昭和15年）10月 - 西に約200メートル移転。
- 1945年（昭和20年）9月27日 - 連合国軍の穴守線（現空港線）接収により当駅より東の区間を休止。
- 1952年（昭和27年）11月 - 西にさらに約340メートル移転。
- 1956年（昭和31年）4月20日 - 当駅より東の区間を延伸して羽田空港駅が開業。同時に稲荷橋駅を穴守稲荷駅に改称。
- 1979年（昭和54年）11月 - 橋上駅舎化に伴い構内踏切を廃止。
- 1991年（平成3年）1月16日 - 新駅舎供用開始。同時に当駅より東の区間を営業休止し、一時的な終着駅となる[3]。
- 1993年（平成5年）4月1日 - 羽田駅（現・天空橋駅）が開業し、当駅より東の区間を営業再開。
- 1994年（平成6年）12月10日 - ホーム有効長が8両となる[4]。
- 2010年（平成22年）5月16日 - ダイヤ改正が実施され、エアポート急行の停車駅となる[5]。
- 2013年（平成25年）9月20日 - 副駅名に「ヤマトグループ 羽田クロノゲート前」が追加[6]。

## 駅構造
相対式ホーム2面2線の地上駅で、1番線ホーム東側に駅舎を有している。ホームの東端に跨線橋があり（旧橋上駅舎を転用した階段通路と、エレベーター専用通路の2か所）、2番線ホームと連絡している。

### のりば
| 番線 | 路線   | 方向 | 行先                |
| ---- | ------ | ---- | ------------------- |
| 1    | 空港線 | 下り | 羽田空港方面        |
| 2    | 空港線 | 上り | 品川方面 / 横浜方面 |

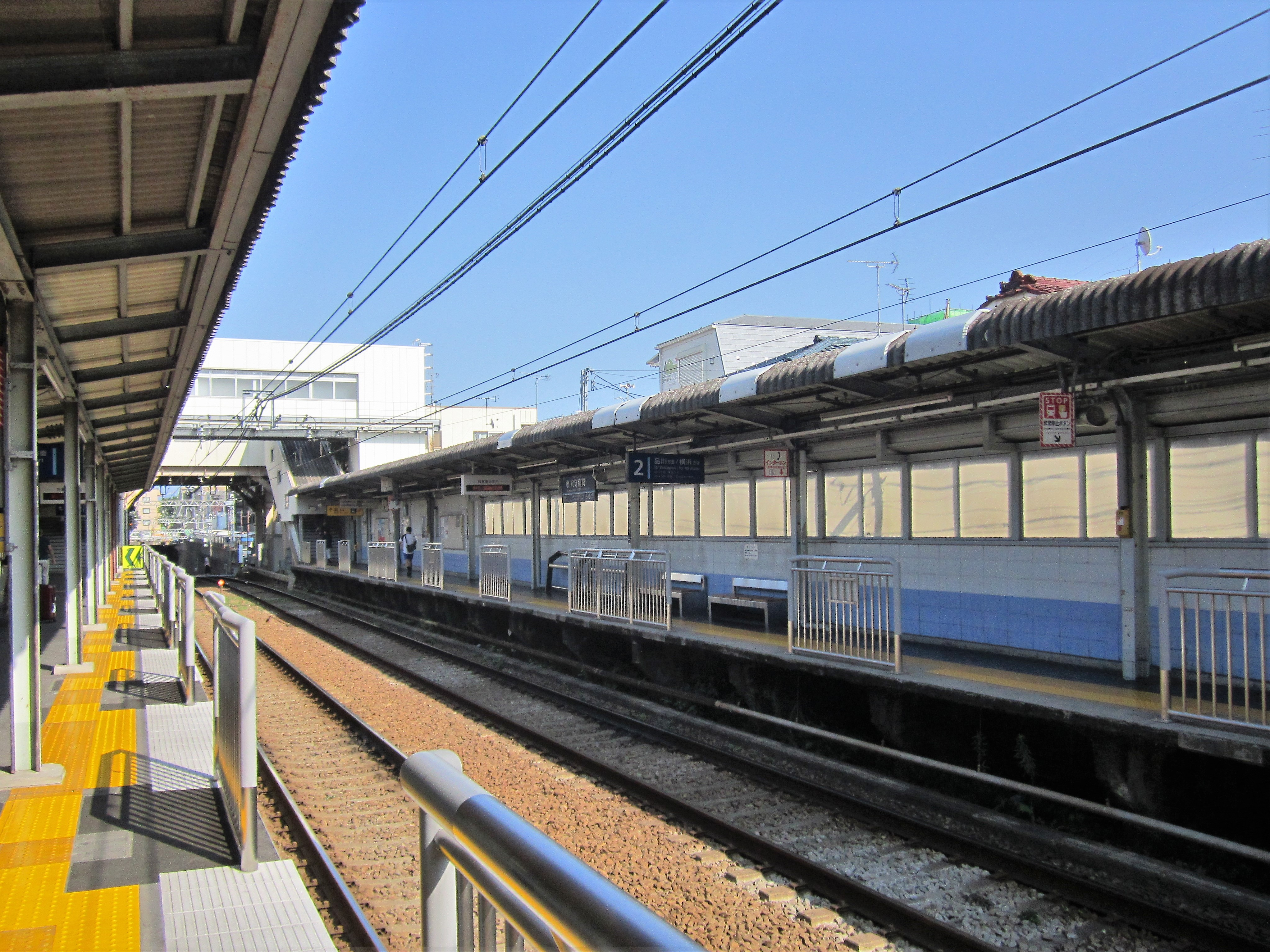
ホーム（2019年8月）
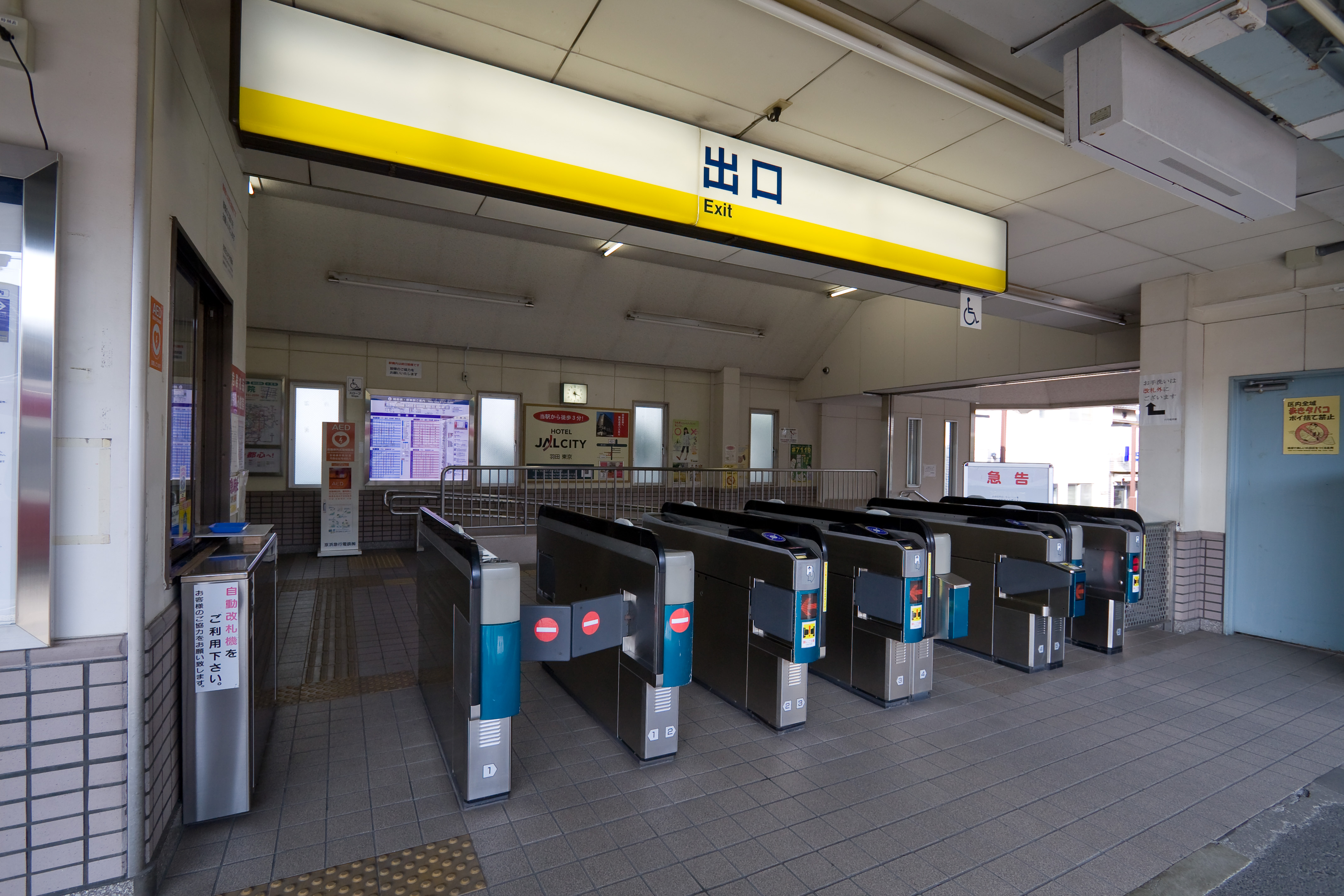
改札口（2010年3月）
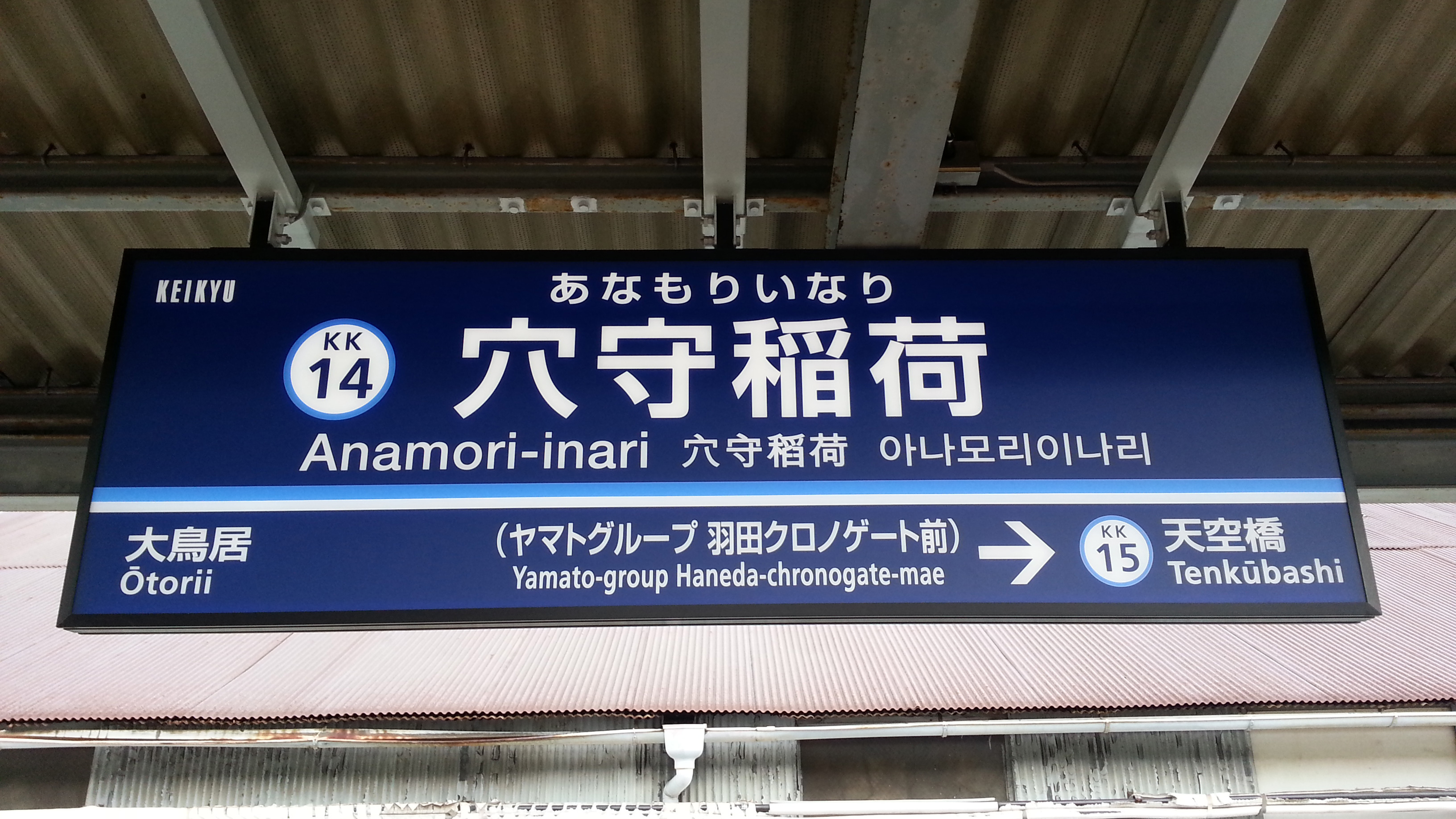
駅名標（2015年6月）

## 利用状況
2024年度の1日平均乗降人員は20,698人で、京急線全72駅中32位。
羽田空港に近いという立地から、空港利用者向けの宿泊施設や空港関係の企業・施設が多く、近年では首都高速や環八通り等の自動車道、東京港、横浜港にもアクセスがよい点から、ヤマトグループ羽田クロノゲートをはじめとした物流関係などの企業も集積しており、一時期は減少傾向であった乗降人員は、通勤客や空港利用者などを中心に増加傾向にある。
近年の1日平均乗降・乗車人員の推移は下表の通り。
| 年度               | 1日平均 乗降人員 | 1日平均 乗車人員 | 出典     |
| ------------------ | ---------------- | ---------------- | -------- |
| 1990年（平成02年） |                  | 8,052            | [ * 1 ]  |
| 1991年（平成03年） |                  | 14,339           | [ * 2 ]  |
| 1992年（平成04年） |                  | 14,636           | [ * 3 ]  |
| 1993年（平成05年） |                  | 8,562            | [ * 4 ]  |
| 1994年（平成06年） |                  | 7,858            | [ * 5 ]  |
| 1995年（平成07年） |                  | 7,683            | [ * 6 ]  |
| 1996年（平成08年） |                  | 7,479            | [ * 7 ]  |
| 1997年（平成09年） |                  | 7,359            | [ * 8 ]  |
| 1998年（平成10年） |                  | 7,425            | [ * 9 ]  |
| 1999年（平成11年） |                  | 7,268            | [ * 10 ] |
| 2000年（平成12年） |                  | 7,564            | [ * 11 ] |
| 2001年（平成13年） |                  | 7,786            | [ * 12 ] |
| 2002年（平成14年） |                  | 7,745            | [ * 13 ] |
| 2003年（平成15年） | 15,595           | 7,609            | [ * 14 ] |
| 2004年（平成16年） | 15,536           | 7,562            | [ * 15 ] |
| 2005年（平成17年） | 15,487           | 7,542            | [ * 16 ] |
| 2006年（平成18年） | 15,838           | 7,699            | [ * 17 ] |
| 2007年（平成19年） | 15,973           | 7,770            | [ * 18 ] |
| 2008年（平成20年） | 15,246           | 7,466            | [ * 19 ] |
| 2009年（平成21年） | 14,432           | 7,055            | [ * 20 ] |
| 2010年（平成22年） | 13,805           | 6,750            | [ * 21 ] |
| 2011年（平成23年） | 13,430           | 6,555            | [ * 22 ] |
| 2012年（平成24年） | 13,366           | 6,529            | [ * 23 ] |
| 2013年（平成25年） | 14,669           | 7,189            | [ * 24 ] |
| 2014年（平成26年） | 15,656           | 7,647            | [ * 25 ] |
| 2015年（平成27年） | 16,823           | 8,191            | [ * 26 ] |
| 2016年（平成28年） | 18,002           | 8,764            | [ * 27 ] |
| 2017年（平成29年） | 18,698           | 9,107            | [ * 28 ] |
| 2018年（平成30年） | 18,878           | 9,186            | [ * 29 ] |
| 2019年（令和元年） | 19,922           | 9,694            | [ * 30 ] |
| 2020年（令和02年） | 14,583           |                  |          |
| 2021年（令和03年） | 15,350           |                  |          |
| 2022年（令和04年） | 17,636           |                  |          |
| 2023年（令和05年） | 19,293           |                  |          |
| 2024年（令和06年） | 20,698           |                  |          |

## 駅周辺
公的施設
- 大田区立羽田図書館

文教施設
- 大田区立羽田小学校

医療
- 羽田共生病院

史跡・自然
- 穴守稲荷神社 - 駅前に穴守稲荷神社の鳥居や狐像が設置されている。
- 南前堀緑地
- 東糀谷第一公園

金融機関
- 大田羽田郵便局

ホテル
- ホテルJALシティ 羽田東京
- アパホテル〈羽田 穴守稲荷駅前〉（旧京急EXイン）
- plat hostel keikyu haneda home
- ビジネスホテル梅月
- ホテルエアポートイン
- ホテルマイステイズ羽田

商業
- 穴守ふれあい通り

法人
- 荏原製作所 本社[10]
- 東京機内用品製作所本社工場
- テーブルマーク 食品開発センター
- 全日本空輸 訓練センター
- 京浜急行バス羽田営業所
- ヤマト運輸 羽田クロノゲート（荏原製作所工場跡地）
- ハネダ防設株式会社
- ANA Blue Base
- 三井不動産インダストリアルパーク羽田

スポーツ
- 東京ベイフットサルクラブ

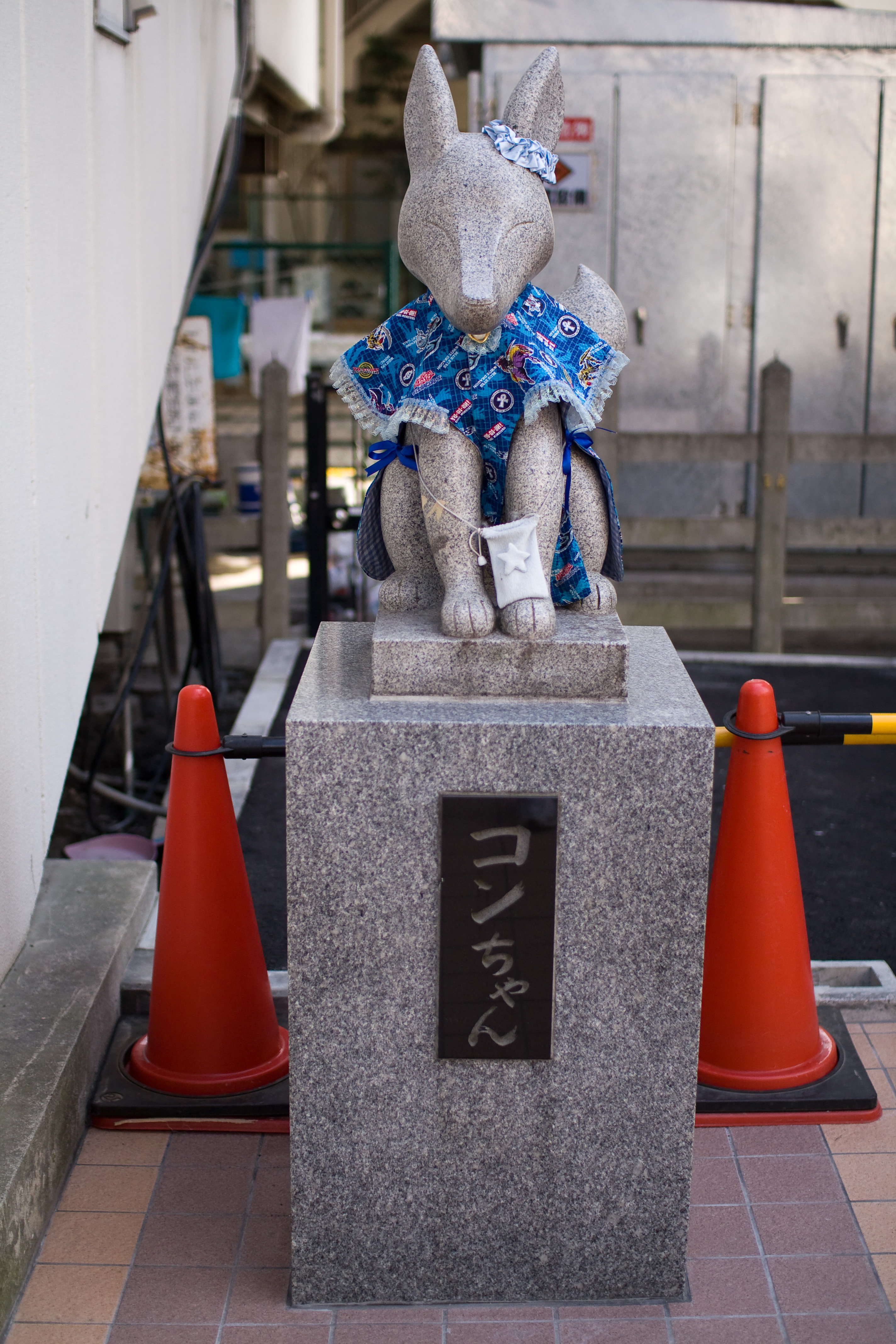
駅前に立っている狐の「コンちゃん」（2010年3月）
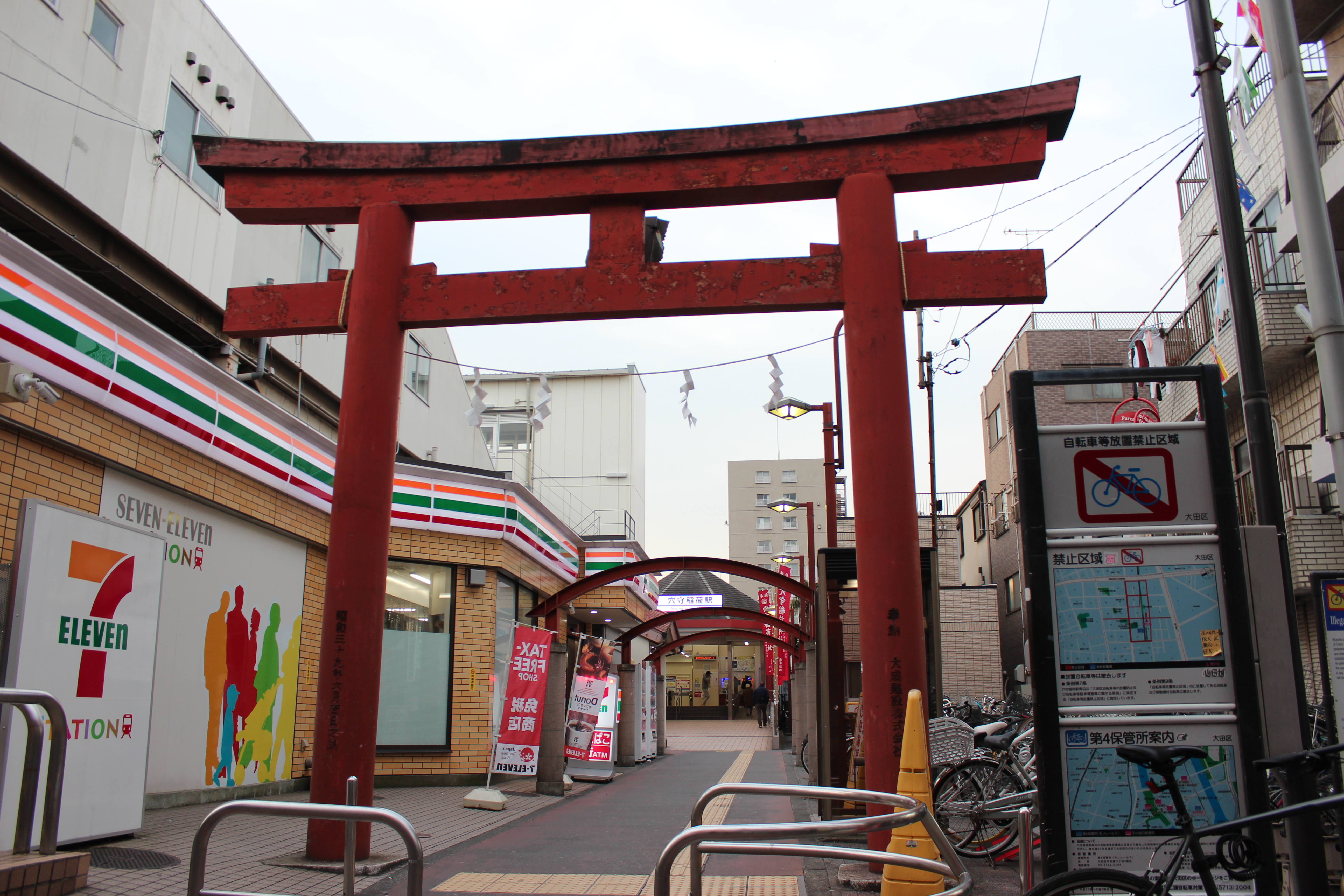
駅前にある鳥居（2017年1月）

### バス路線
- 穴守稲荷（京浜急行バス） - 各路線の詳細は羽田営業所を参照。
  - <空71> 羽田空港循環
  - <森21> 六間堀経由 大森駅行 ※ 1日5本のみ
  - <蒲32> 六間堀・日の出通り経由 蒲田駅行 ※ 1日1本のみ
  - <蒲33> 天空橋駅行
  - <蒲33> 蒲田駅行
  - <蒲43> 六間堀・萩中経由 蒲田駅行
  - <蒲73> 六間堀・仲六郷経由 蒲田駅行
  - <川77> 六間堀経由 川崎駅行 ※ 朝のみ
  - <森21・蒲32・蒲43・蒲73・空71・川77> 羽田車庫行
- 六間堀（京浜急行バス） - 駅から若干南に離れているが、こちらの方が本数が多い。
  - <蒲30> 羽田空港第2ターミナル行
  - <森21・蒲31・蒲41・空51> 羽田空港行
  - <蒲33・蒲40> 天空橋駅行
  - <森21> 平和島駅経由 大森駅行
  - <蒲31・蒲32> 日の出通り経由 蒲田駅行
  - <蒲40 - 蒲43> 萩中経由 蒲田駅行
  - <蒲73> 六郷橋経由 蒲田駅行
  - <川77> 六郷橋経由 川崎駅行 ※ 朝のみ
  - <空51> 六郷橋経由 川崎駅行
  - <蒲42> 羽田整備場行
  - <蒲43・蒲73> 羽田車庫行

## 隣の駅
京浜急行電鉄
 空港線
■エアポート快特・■快特
通過
■特急・■急行・■普通
大鳥居駅 (KK13) - 穴守稲荷駅 (KK14) - 天空橋駅 (KK15)